# 계백로
계백로(階伯路, Gyebaek-ro)는 충청남도 논산시 강경읍과 대전광역시 중구 용두동을 잇는 도로이다. 김유신과 계백장군의 마지막 전투지였던 황산벌(논산)을 잇는 길이며, 도로명 역시 계백 장군의 이름을 따른 것이다.

## 역사
- 1987년 5월 26일 : 기존 국도 1호선 지정 구간인 논산군 은진면 연서리, 대덕군 기성면 방동리 ~ 두마면 금암리 구간 폐지[1]
- 1997년 9월 1일 : 기존 국도 1호선 지정 구간인 논산시 부창동 ~ 덕지동 3.3km 구간 폐지[2]
- 1997년 12월 16일 : 논산시 두마면 광석리 ~ 지산동 ~ 내동 21km 구간 개통, 기존 18.2km 구간 폐지[3]
- 2007년 1월 3일 : 기존 국도 1호선 지정 구간인 계룡시 금암동 연화 교차로 ~ 공주시 반포면 온천리 박정자삼거리 11.36km 구간 폐지[4][5]
- 2009년 7월 10일 : 2개 이상 시·도에 걸쳐 있는 도로로 계백로를 고시[6]

## 주요 경유지
충청남도
- 논산시 (강경읍 · 채운면 · 등화동 · 강산동 · 부창동 · 취암동 · 반월동 · 지산동 · 덕지동 · 부적면) - 계룡시 엄사면

대전광역시
- 유성구 (방동 · 원내동) - 서구 (관저동 · 가수원동 · 정림동 · 도마동) - 중구 (태평동 · 유천동 · 오류동 · 문화동 · 용두동)

## 노선

### 충청남도
| 이름                           | 접속 노선                                     | 소재지        | 소재지               | 비고                                            |
| 익산대로 직결                  | 익산대로 직결                                 | 익산대로 직결 | 익산대로 직결        | 익산대로 직결                                   |
| ------------------------------ | --------------------------------------------- | ------------- | -------------------- | ----------------------------------------------- |
| 망성도정공장                   |                                               | 논산시        | 강경읍               | 국도 제23호선 구간 국가지원지방도 제68호선 구간 |
| 강경중학교앞 교차로            | 국도 제23호선 (강경로)                        | 논산시        | 강경읍               | 국도 제23호선 구간 국가지원지방도 제68호선 구간 |
| (채산리 회전교차로)            | 국가지원지방도 제68호선 (부흥로)              | 논산시        | 강경읍               | 국가지원지방도 제68호선 구간                    |
| 황산삼거리                     | 지방도 제799호선 (여강로)                     | 논산시        | 강경읍               | 지방도 제799호선 구간                           |
| (강경역 입구)                  | 대흥로                                        | 논산시        | 강경읍               | 지방도 제799호선 구간                           |
| 강경시외버스터미널 (대흥교)    | 계백로147번길                                 | 논산시        | 강경읍               | 지방도 제799호선 구간                           |
| 논산경찰서 강경읍 행정복지센터 | 동안로                                        | 논산시        | 강경읍               | 지방도 제799호선 구간                           |
| 한국전력공사 논산지사          | 지방도 제799호선 (계백로167번길)              | 논산시        | 강경읍               | 지방도 제799호선 구간                           |
| 강경중앙초등학교               | 옥녀봉로                                      | 논산시        | 강경읍               |                                                 |
| 상강경교                       | 계백로233번길 계백로234번길 계백로250번길     | 논산시        | 강경읍               |                                                 |
| 상강경교                       | 계백로233번길 계백로234번길 계백로250번길     | 논산시        | 채운면               |                                                 |
| 삼거삼거리                     | 국도 제23호선 (강경로)                        | 논산시        | 국도 제23호선 구간   |                                                 |
| 부교 영창교                    |                                               | 논산시        | 국도 제23호선 구간   |                                                 |
| 채운삼거리                     | 채운로                                        | 논산시        | 국도 제23호선 구간   |                                                 |
| 화산사거리                     | 국도 제23호선 (강변로) 논산대로 계백로665번길 | 논산시        | 국도 제23호선 구간   |                                                 |
| 화산사거리                     | 국도 제23호선 (강변로) 논산대로 계백로665번길 | 논산시        | 국도 제23호선 구간   | 부창동                                          |
| 화산육교                       |                                               | 논산시        |                      |                                                 |
| (등화2리)                      | 등화길                                        | 논산시        |                      |                                                 |
| 등화교                         |                                               | 논산시        |                      |                                                 |
| 해창건널목                     | 해월로                                        | 논산시        |                      |                                                 |
| (부창2통)                      | 부창로                                        | 논산시        |                      |                                                 |
| 부창과선교 아래                | 득안대로                                      | 논산시        |                      |                                                 |
| 논산고속버스터미널             |                                               | 논산시        | 취암동               |                                                 |
| 논산오거리                     | 지방도 제643호선 (중앙로) 시민로              | 논산시        | 취암동               | 지방도 제643호선 구간                           |
| 논산시외버스터미널             |                                               | 논산시        | 취암동               | 지방도 제643호선 구간                           |
| 관촉사거리                     | 지방도 제643호선 (관촉로) 해월로198번길       | 논산시        | 취암동               | 지방도 제643호선 구간                           |
| 덕지삼거리                     | 국도 제23호선 (강변로)                        | 논산시        | 취암동               |                                                 |
| 계백사거리                     | 국도 제1호선 (논산대로) 덕지길 부인길         | 논산시        | 취암동               | 국도 제1호선 구간                               |
| 계백교                         |                                               | 논산시        | 취암동               | 국도 제1호선 구간                               |
| 부적면                         |                                               | 논산시        |                      | 국도 제1호선 구간                               |
| 부적교차로                     | 국도 제4호선                                  | 논산시        | 국도 제1, 4호선 구간 |                                                 |
| 마구평삼거리                   | 지방도 제691호선 (백일헌로)                   | 논산시        | 국도 제1, 4호선 구간 |                                                 |
| 외성삼거리                     | 충곡로 부황길                                 | 논산시        | 국도 제1, 4호선 구간 |                                                 |
| 임리삼거리                     | 관창로                                        | 논산시        | 국도 제1, 4호선 구간 | 연산면                                          |
| 계룡농협주유소                 | 청동로                                        | 논산시        | 국도 제1, 4호선 구간 | 연산면                                          |
| 청동리                         | 청동로                                        | 논산시        | 국도 제1, 4호선 구간 | 연산면                                          |
| 연산사거리                     | 지방도 제697호선 (황산벌로)                   | 논산시        | 국도 제1, 4호선 구간 | 연산면                                          |
| 송정리                         | 선비로                                        | 논산시        | 국도 제1, 4호선 구간 | 연산면                                          |
| 개태사역                       |                                               | 논산시        | 국도 제1, 4호선 구간 | 연산면                                          |
| 유동삼거리                     | 지방도 제645호선 (문화로)                     | 계룡시        | 국도 제1, 4호선 구간 | 엄사면                                          |
| 삼진삼거리                     | 엄사중앙로                                    | 계룡시        | 국도 제1, 4호선 구간 | 엄사면                                          |
| 양정시외버스정류소             | 양정향한길                                    | 계룡시        | 국도 제1, 4호선 구간 | 엄사면                                          |
| 양정삼거리                     | 금암로                                        | 계룡시        | 국도 제1, 4호선 구간 | 엄사면                                          |
| 양정과선교                     |                                               | 계룡시        | 국도 제1, 4호선 구간 | 엄사면                                          |
| 연화교차로                     | 계룡대로                                      | 계룡시        | 국도 제1, 4호선 구간 | 엄사면                                          |
| 계룡대교                       |                                               | 계룡시        | 국도 제1, 4호선 구간 | 엄사면                                          |

### 대전광역시
| 이름                          | 접속 노선                                                              | 소재지     | 소재지              | 비고                 |
| ----------------------------- | ---------------------------------------------------------------------- | ---------- | ------------------- | -------------------- |
| 계룡대교                      |                                                                        | 대전광역시 | 유성구              | 국도 제1, 4호선 구간 |
| 송정교                        | 계백로93번길                                                           | 대전광역시 | 유성구              | 국도 제1, 4호선 구간 |
| 두마교차로                    | 국도 제1호선 (백운로)                                                  | 대전광역시 | 유성구              | 국도 제1, 4호선 구간 |
| 두계2교                       |                                                                        | 대전광역시 | 유성구              | 국도 제4호선 구간    |
| 계룡과선교 북단               | 왕대로                                                                 | 대전광역시 | 유성구              | 국도 제4호선 구간    |
| 엉고개                        |                                                                        | 대전광역시 | 유성구              | 국도 제4호선 구간    |
| 방동대교                      | 성북로                                                                 | 대전광역시 | 유성구              | 국도 제4호선 구간    |
| 서대전 나들목                 | 대전남부순환고속도로                                                   | 대전광역시 | 북: 유성구 남: 서구 | 국도 제4호선 구간    |
| 서대전나들목삼거리            | 진잠로 계백로828번길                                                   | 대전광역시 | 북: 유성구 남: 서구 | 국도 제4호선 구간    |
| 진잠타운아파트                | 구봉산북로                                                             | 대전광역시 | 북: 유성구 남: 서구 | 국도 제4호선 구간    |
| 진잠네거리                    | 국가지원지방도 제32호선 (유성대로) 구봉로                              | 대전광역시 | 북: 유성구 남: 서구 | 국도 제4호선 구간    |
| 구봉중삼거리                  | 관저서로                                                               | 대전광역시 | 북: 유성구 남: 서구 | 국도 제4호선 구간    |
| 관저네거리 (관저지하차도)     | 도안대로 대전광역시도 제116호선 (관저중로)                             | 대전광역시 | 서구                | 국도 제4호선 구간    |
| 관저·건양대병원시외버스정류소 |                                                                        | 대전광역시 | 서구                | 국도 제4호선 구간    |
| 건양대병원네거리              | 관저동로                                                               | 대전광역시 | 서구                | 국도 제4호선 구간    |
| (은아3단지아파트)             | 가수원로 원도안로                                                      | 대전광역시 | 서구                | 국도 제4호선 구간    |
| 가수원네거리                  | 대전광역시도 제104호선 (도안동로) 벌곡로                               | 대전광역시 | 서구                | 국도 제4호선 구간    |
| 가수원교                      |                                                                        | 대전광역시 | 서구                | 국도 제4호선 구간    |
| 정림삼거리                    | 정림로                                                                 | 대전광역시 | 서구                | 국도 제4호선 구간    |
| 불티구름다리                  | 배재로 혜천로                                                          | 대전광역시 | 서구                | 국도 제4호선 구간    |
| 대전남부소방서                | 복수서로                                                               | 대전광역시 | 서구                | 국도 제4호선 구간    |
| 도마삼거리                    | 도솔로                                                                 | 대전광역시 | 서구                | 국도 제4호선 구간    |
| 도마동시외버스정류장          |                                                                        | 대전광역시 | 서구                | 국도 제4호선 구간    |
| 도마네거리                    | 도산로 대신1길                                                         | 대전광역시 | 서구                | 국도 제4호선 구간    |
| 도마지하차도                  | 유등로                                                                 | 대전광역시 | 서구                | 국도 제4호선 구간    |
| 유등교                        |                                                                        | 대전광역시 | 서구                | 국도 제4호선 구간    |
| 중구                          |                                                                        | 대전광역시 |                     | 국도 제4호선 구간    |
| 버드내네거리                  | 대전광역시도 제30호선 (당디로) 대둔산로 대전광역시도 제14호선 (태평로) | 대전광역시 |                     | 국도 제4호선 구간    |
| 유천네거리                    | 유천로                                                                 | 대전광역시 |                     | 국도 제4호선 구간    |
| 서대전육교                    |                                                                        | 대전광역시 |                     | 국도 제4호선 구간    |
| 서대전역네거리                | 서문로 오류로                                                          | 대전광역시 |                     | 국도 제4호선 구간    |
| 서대전네거리 (서대전네거리역) | 국도 제32호선 (계룡로) 중앙로                                          | 대전광역시 |                     | 국도 제4호선 구간    |

## 주요 건물 및 시설
- 강경중학교 (충청남도 논산시 강경읍 계백로 28)
- 대전지방검찰청 논산지청, 대전지방법원, 대전가정법원 논산지원 (충청남도 논산시 강경읍 계백로 99)
- 강경농협 (충청남도 논산시 강경읍 계백로 134-1)
- 강경대흥우편취급국 (충청남도 논산시 강경읍 계백로 137)
- 논산경찰서 (충청남도 논산시 강경읍 계백로 159)
- 강경읍 행정복지센터 (충청남도 논산시 강경읍 계백로 162)
- 한국전력공사 논산지사 (충청남도 논산시 강경읍 계백로 166)
- 강경도서관 (충청남도 논산시 강경읍 계백로 173)
- 강경고등학교 (충청남도 논산시 강경읍 계백로 188)
- 강경여자중학교 (충청남도 논산시 강경읍 계백로 200)
- 강경상업고등학교 (충청남도 논산시 강경읍 계백로 220)
- KT 논산지사 (충청남도 논산시 계백로 906)
- 논산농협 (충청남도 논산시 계백로 963)
- 논산고속버스터미널 (충청남도 논산시 계백로 973)
- 논산시외버스터미널 (충청남도 논산시 계백로 1000)
- 개태사역 (충청남도 논산시 연산면 계백로 2625)
- 계룡시종합운동장 (충청남도 계룡시 엄사면 계백로 2967)
- 논산경찰서 계룡지구대 (충청남도 계룡시 엄사면 계백로 3120)
- 진잠다목적체육관 (대전광역시 유성구 계백로 835)
- 대전관저가구단지 (대전광역시 유성구 계백로 925)
- 대전가원학교 (대전광역시 서구 계백로 1095)
- 대전서부경찰서 도마지구대 (대전광역시 서구 계백로 1366)
- 도마동시외버스정류장 (대전광역시 서구 계백로 1383)
- 대전광역시서부교육지원청 (대전광역시 서구 계백로 1419)
- 대전도마동우체국 (대전광역시 서구 계백로 1422)
- 대전유천1동우편취급국 (대전광역시 중구 계백로 1550)
- 국민건강보험공단 대전중부지사 (대전광역시 중구 계백로 1625)
- 유천신협 (대전광역시 중구 계백로 1626)
- 홈플러스 문화점 (대전광역시 중구 계백로 1690)
- 대전오류동우체국 (대전광역시 중구 계백로 1709-10)
- 기독교연합봉사회관 (대전광역시 중구 계백로 1712)